# The Dark Mod
The Dark Mod es un autónomo videojuego de género Sigilo inspirado en la seria Thief y originalmente lanzado como un Mod para Doom 3 en 2009. Con la versión 2.0, que salió en el octubre de 2013, Dark Mod llegó a ser un videojuego independiente de Doom 3.
El juego ofrece infraestructura y herramientas básicas - motor, texturas, modelos y un editor - por denominados Fan-Missions que representan escenarios autónomos y cerrados. Del desarrollo de las misiones y campañas se encargó una Comunidad. El proyecto es llevando por
voluntarios de todo el mundo y es de acceso libre.

## Concepto
El mundo del Dark Mod es oscuro y anacrónico de forma que tiene elementos medievales al igual que elementos de la era victoriana. 
Aunque el Dark Mod fue inspirado en la seria Thief del Looking Glass Studios, no tiene ni materiales ni nombres de ella a causa del Copyright.
El jugador es un ladrón que tiene que ir tirando en un mundo hostil y siniestro. Por eso él roba a la gente o escala en las casas de la gente rica por la noche. Chantajes y asesinatos también pueden ser una opción. 
Como el jugador tiene las habilidades de lucha capadas, debe evitar a sus enemigos, escondiéndose en las sombras y evitando hacer algún ruido. Para lograr su objetivo el jugador puede utilizar un equipamiento especial como ganzúas, varios tipos de flechas, pociones, explosivas y más.

## Desarrollo
El desarrollo del Mod empezó en 2004 y su primera versión beta salió en 2008 junto con su primera misión. En octubre de 2009 llegó la versión v 1.0. Un hito en su desarrollo fue la publicación de la versión 2.0 en el año 2013 que fue independiente de Doom 3 e incluyó 2 misiones.
La versión actual está 2.03 y llegó en febrero de 2015. Ahora Dark Mod tiene más de 80 misiones disponsibles y aún está desarrollado. El código fuente está bajo Licencia Pública General de GNU y los restantes contendidos están bajo licencias Creative Commons.

## Recepción
Por primera vez el Dark Mod (versión beta) fue presentado de la revista britannica PC Gamer en abril de 2008 y publicado con el ajunto DVD.
El Dark Mod fue elegido cinco veces a los Mods Top-100 a ModDB:
- 2007 Mod of the Year Awards (Best upcoming)[3]
- 2008 Mod of the Year Awards (Best upcoming)[4]
- 2009 Mod of the Year Awards (Best released)[5]
- 2010 Mod of the Year Awards (Best released)[6]
- 2012 Mod of the Year Awards (Best released)[7]

En el año 2013 ganó el premio Mod of the Year de la revista PC Gamer